# 207931 Weihai
207931 Weihai è un asteroide della fascia principale. Scoperto nel 2008, presenta un'orbita caratterizzata da un semiasse maggiore pari a 2,5960191 UA e da un'eccentricità di 0,0442775, inclinata di 2,61363° rispetto all'eclittica.
L'asteroide è dedicato all'omonima località cinese.